# 塩原太助

塩原太助と愛馬「あお」の銅像（群馬県みなかみ町）

塩原 太助（しおばら たすけ、寛保3年2月3日（1743年2月26日） - 文化13年閏8月14日（1816年10月5日））は、三遊亭円朝の『塩原多助一代記』で有名な江戸時代の豪商。幼名は彦七。裸一貫から身を起こし、大商人へと成長。「本所に過ぎたるものが二つあり、津軽屋敷に炭屋塩原」と歌にまで詠われるほどの成功をおさめた。こうしたサクセスストーリーが、多くの人々の心をつかんだ。戦前には立志伝型人物として教科書にも登場した。

## 経歴
寛保3年（1743年）、上野国利根郡新治村下新田（現在の群馬県みなかみ町）の農家、塩原角右衛門の子として生まれる。
宝暦11年（1761年）に江戸に出る。神田佐久間町の炭屋山口屋善右衛門のもとで奉公し、勤勉な働きぶりで蓄財に励む。明和4年（1767年)当時について、『角右衛門人別帳』に「男子彦七、江戸南伝馬町味そ屋太郎兵衛方へ酉より八年期奉公」とある。
天明2年（1782年）、独立して本所相生町二丁目堅川畔に店舗を構えた。木炭の粉に海藻を混ぜ固めた炭団を発明し大成功する。
富豪になってからも謙虚な気持ちで清潔な生活を送り、私財を投じて道路改修や治水事業などをおこなった。塩原太助が贅沢を戒めた逸話は、『宮川舎漫筆』に記録がある。
文化13年（1816年）に死去。墓は万年山東陽寺（足立区登録有形文化財）。戒名は盬原壽算居士。

## 奉納・寄進
- 榛名山巌殿寺満行宮の玉垣（群馬県）
- 榛名山天神峠の常夜燈（群馬県）
- 三峯山高雲寺三峯宮の青銅鳥居（埼玉県）
- 亀戸宰府天満宮の石灯籠（東京都）
- 瑜伽山蓮台寺瑜伽宮の玉垣（岡山県）
- 金毘羅詣の参道として栄えた丸亀の江戸講中灯籠（香川県）※通称：太助灯籠

## 後世
二代目は放蕩息子で、塩原家は没落したと伝えられるが、生家はみなかみ町に存続している。
1878年、三遊亭圓朝が太助をモデルにして「塩原多助一代記」を創作し、1891年明治天皇の御前で演じた。1885年「塩原多助一代記」が出版され、12万部という驚異的なベストセラーになる。また、1892年には歌舞伎『塩原多助一代記』が初演される。
1928年 関東大震災の復興事業として墨田区竪川に「塩原橋」が架けられた。国道17号沿いに塩原太助公園が整備される。
1947年 上毛かるたに取り上げられる（「沼田城下の・・・」）。
1994年 生誕250年記念として、塩原太助公園に愛馬「青」とともに銅像が建立される。

## 塩原太助を扱った作品

### 歌謡曲
- 長編歌謡浪曲『塩原多助』（三波春夫）

### 映画
- 『塩原多助一代記』 （監督：牧野省三、1912年）

## 関連施設
- 太助の郷（群馬県利根郡みなかみ町新巻497） - 資料館、農産物直売所[12]。
- 塩原太助生家（同）[13]
- 塩原太助馬つなぎの松（群馬県吾妻郡高山村中山） - あおとの別れの際につないだ松で、現在のものは2代目にあたる[14]。

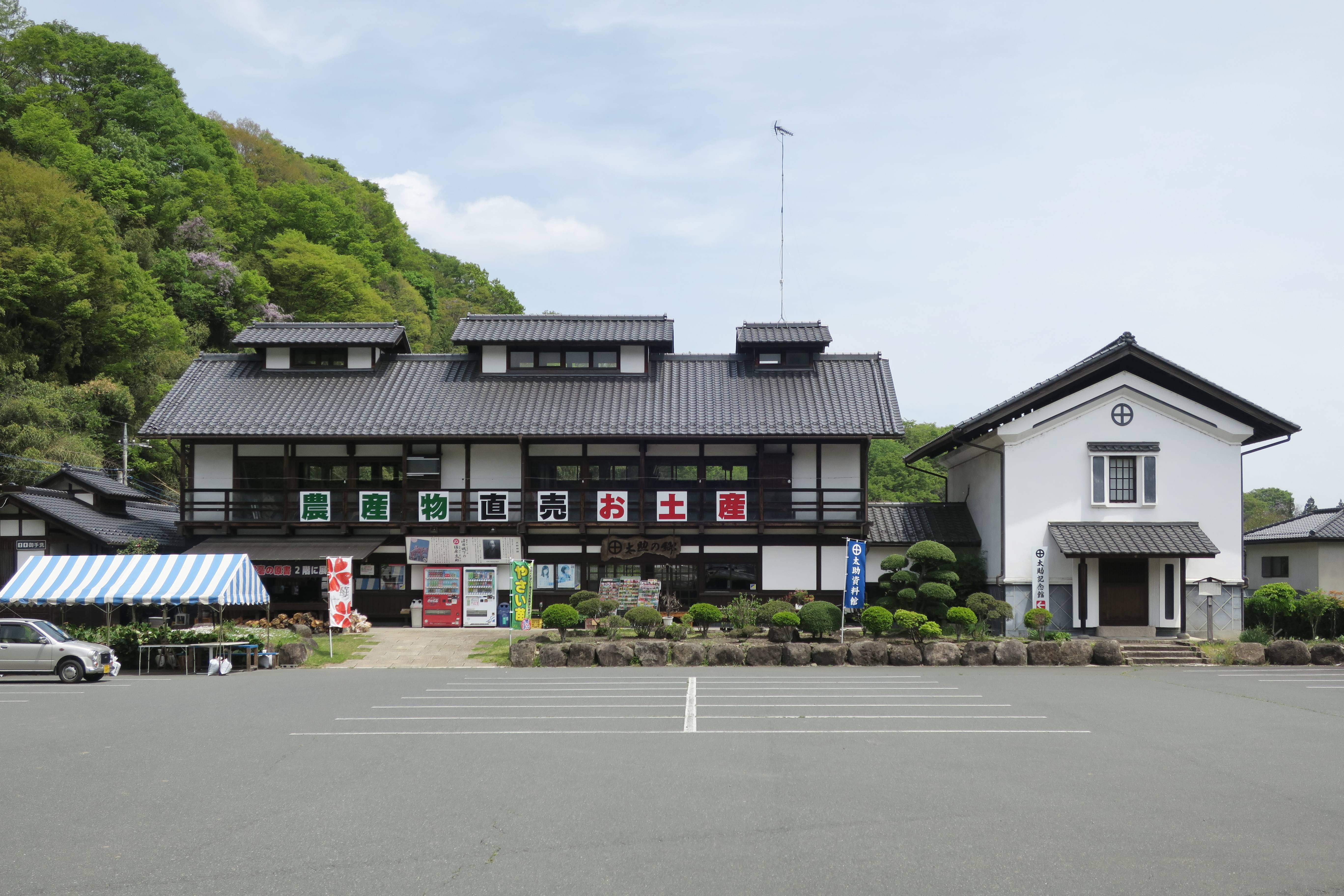
太助の郷
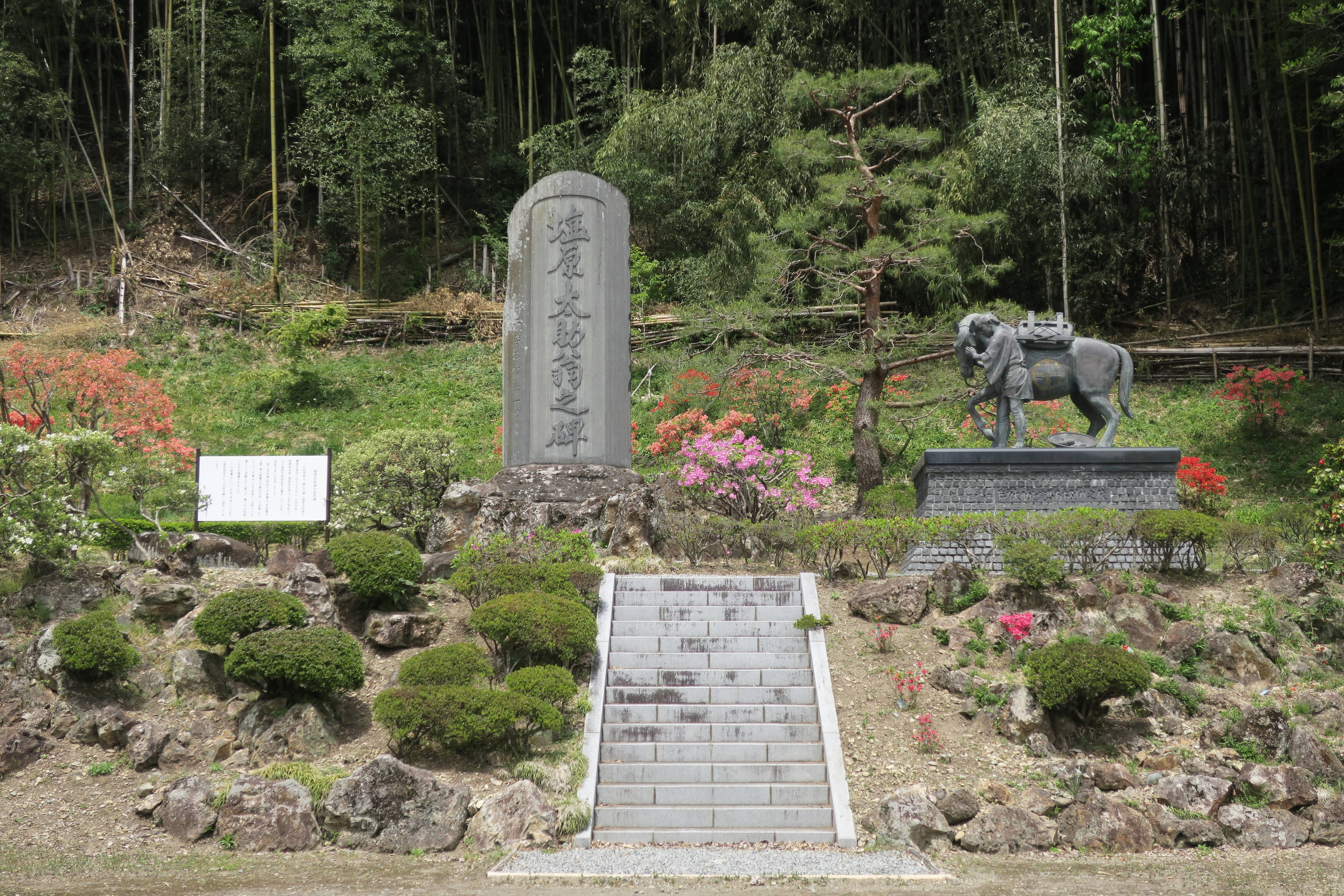
渋沢栄一揮毫の記念碑
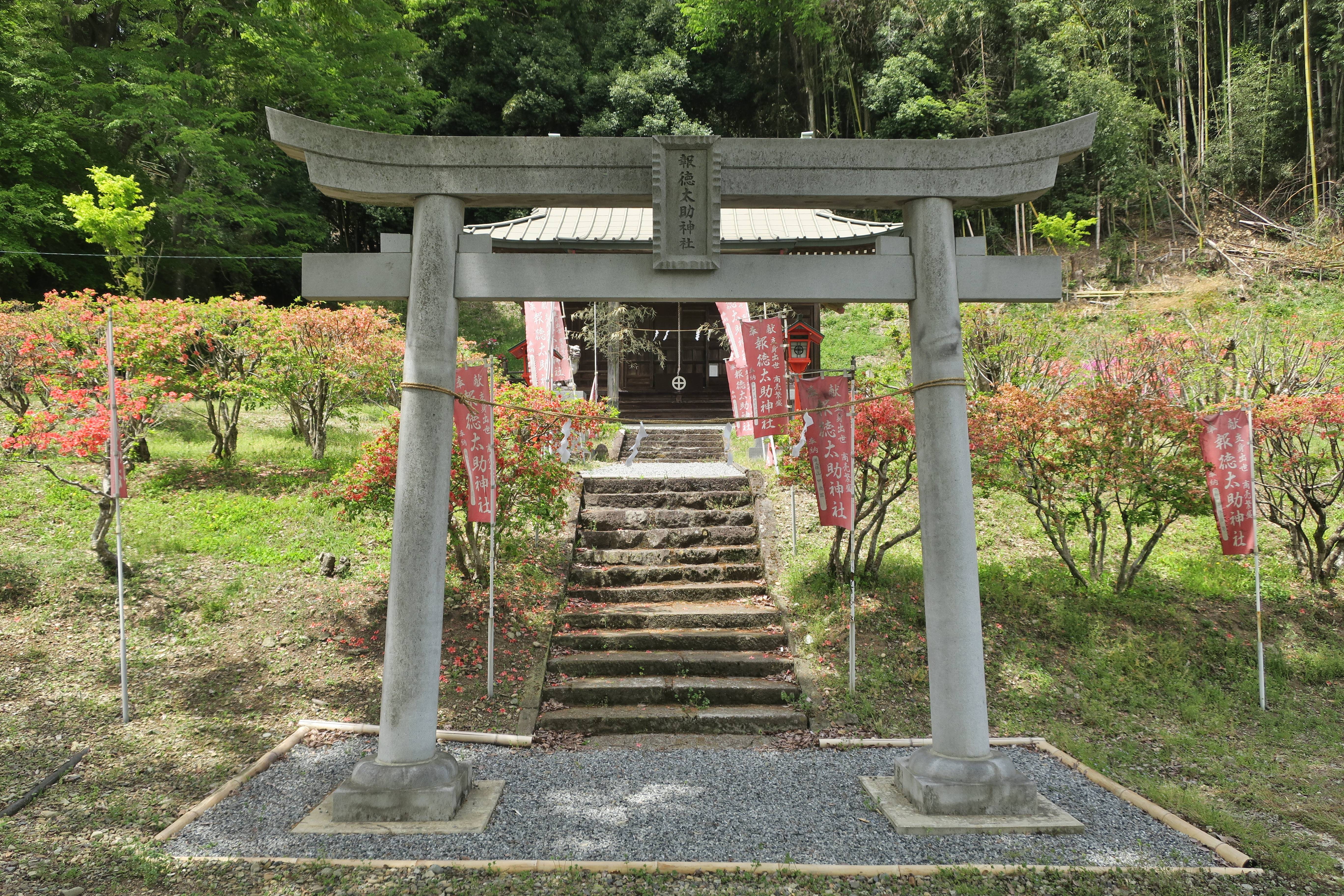
報徳太助神社
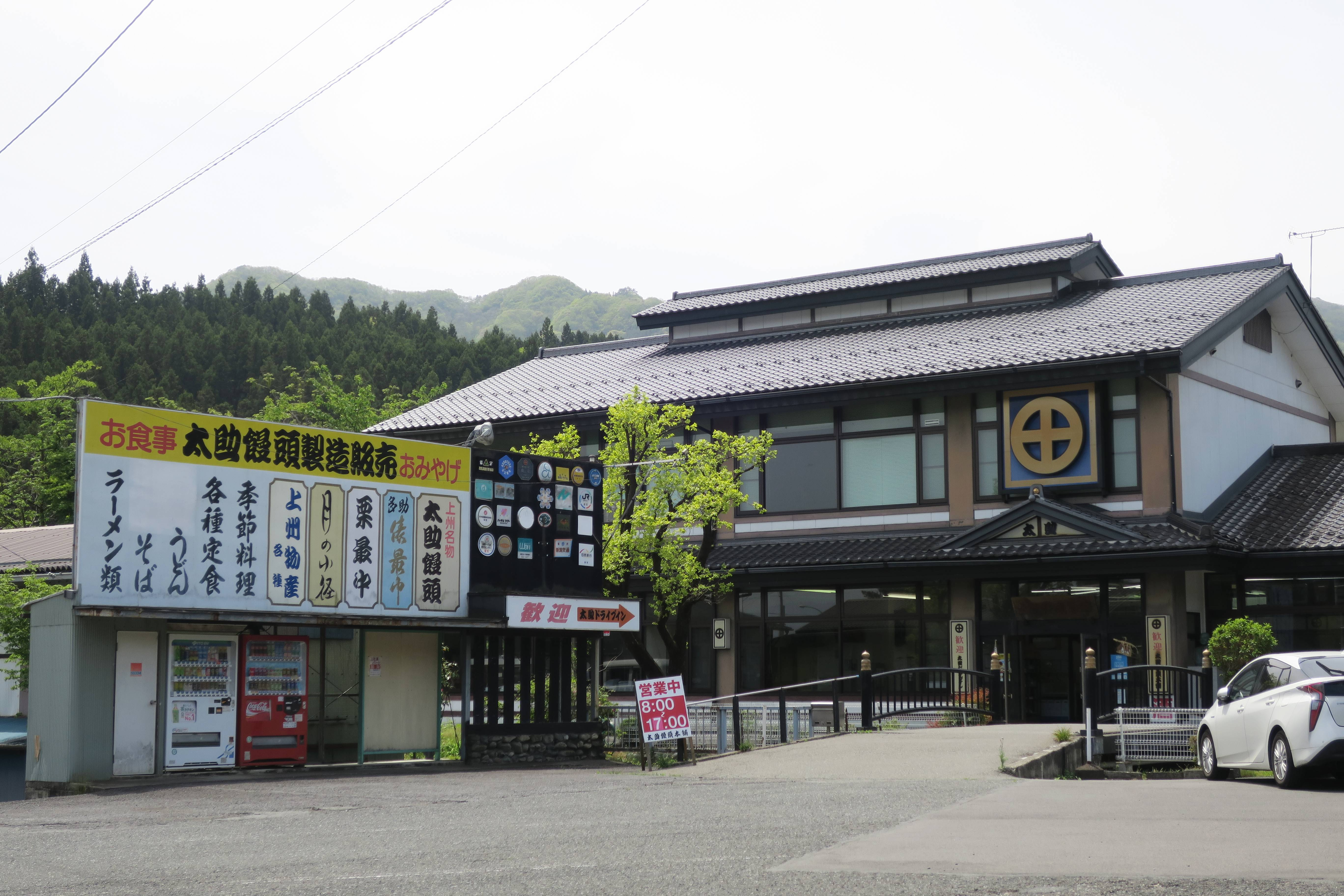
太助ドライブイン